# 八面体数

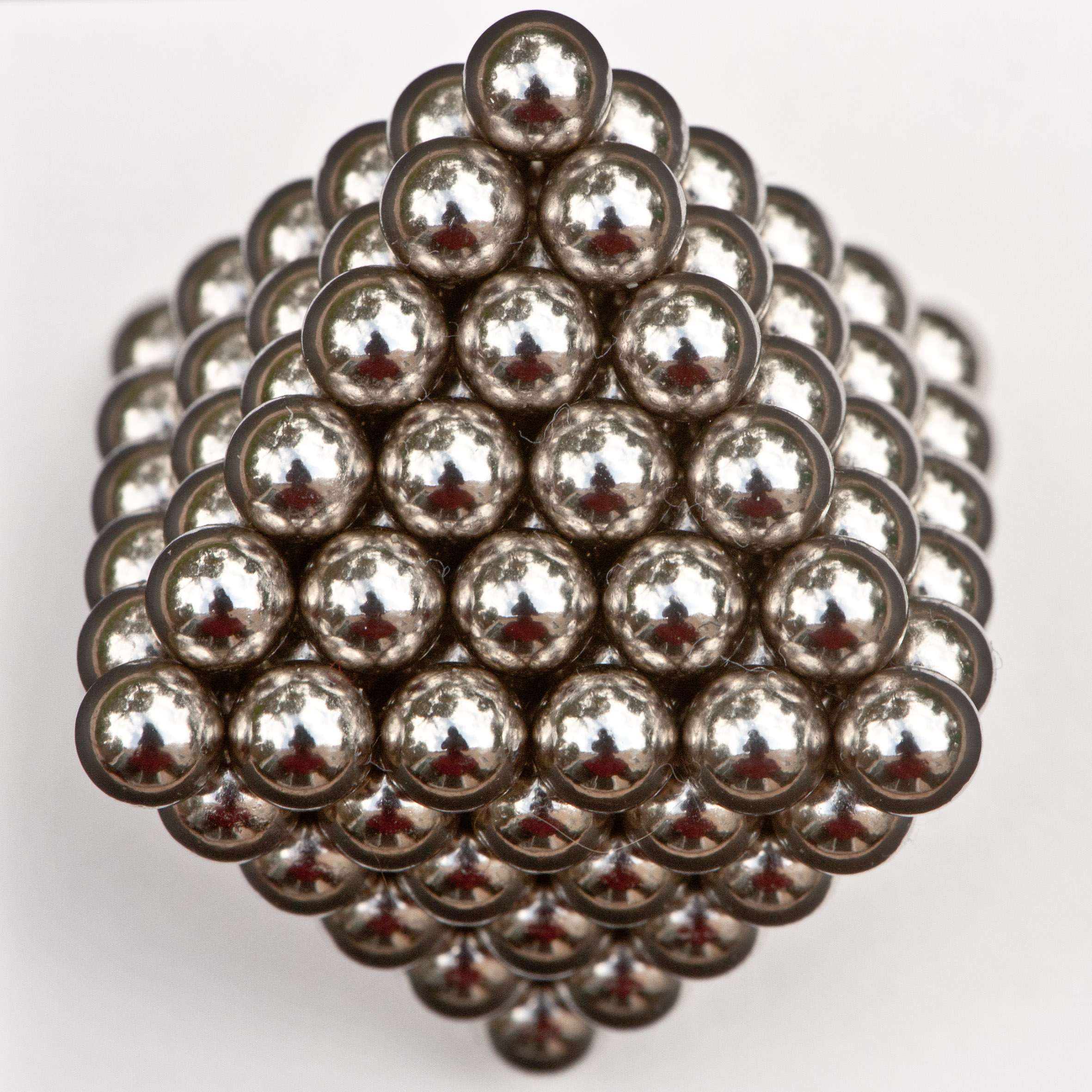
146個で構成した場合

八面体数は、八面体に並べることができる図形数、または四角錐を2つ重ねて、もう一方を反転させたものである。八面体数を計算する{\displaystyle O_{n}}はn-1番目とn番目を使用できる 四角錐数 および 、または次の式を使用する：
{\displaystyle O_{n}={n(2n^{2}+1) \over 3}.}
最初のいくつかの八面体数は次のとおり:
1, 6, 19, 44, 85, 146, 231, 344, 489, 670, 891 オンライン整数列大辞典の数列 A005900.

## 見る
- 図形数